# فلسفه معرفت‌شناسی
فلسفه معرفت‌شناسی، از طبیعت شناخت، منشأ شناخت، ارزش شناخت، و وسایل و حدود شناخت، بحث می‌کند.
معرفت‌شناسی غیر از روانشناسی است؛ که محدود به توصیف اعمال عقلی و تشخیص آنها از یکدیگر است، بدون اینکه در درستی و نادرستی آنها تحقیق کند.
و نیز غیر از منطق است؛ که محدود است به قالب ریزی قواعد مربوط به کاربرد اصول کل شناسائی، بدون بحث در اصل و ارزش آنها.
معرفت‌شناسی بخشی از روان‌شناسی نظری است که نمی‌تواند از ما بعد الطبیعه بی‌نیاز باشد زیرا مقصود آن تحقیق در اصولی است که فکر آنها را به نحو پیشینی فرض می‌کند.
بنا بر این، معرفت‌شناسی عبارت است از بحث در مشکلات فلسفی ناشی از رابطه ذهن مُدرک و شیء مدرک یا رابطه عالم و معلوم.
قدیم‌ترین صورت این نظریه عبارت است از بحث در حدود شباهت بین تصور ذهنی و شیء خارجی به منظور شناخت مطابقت بین این دو.
و جدیدترین صورت آن عبارت است از بحث و تحقیق در طبیعت ذهن مدرک، به منظور شناخت و تعیین حدود تأثیری که ذهن هنگام شناسائی در شیء مدرک به جا می‌گذارد.
فخر رازی، با انکار وجود ذهنی، علم را اضافه ای بین عالم و معلوم می‌داند؛ حال آنکه غزالی به وجود ذهنی قائل شده‌است. او در کتاب معیار العلم می‌گوید:
هستی شیء یا در عالم عین است یا در عالم ذهن. آنچه در عالم ذهن است مثال عالم عین است و در عین حال مطابق با آن. صورت و حقیقت شیء شبیه به حصول صورت شیء در آیینه است؛ با فرق اینکه در آیینه، فقط صور محسوسات است و در آیینه ذهن، صورت امر معقول هم هست. از زمان دکارت، عموم دانشمندان معرفت را بر پایه تجربیات شخصی گذاشته‌اند.